# Крузе, Фридрих Карл Герман
Фри́дрих Карл Ге́рман Кру́зе (21 июля 1790, Ольденбург — 3 августа 1866, Лейпциг) — немецкий историк.
Учился в Лейпциге, преподавал в гимназии в Бреслау. В 1821 г. занял пост профессора древней и средневековой истории и географии в университете Галле, а в 1828—1853 годах был профессором истории в Дерптском университете. Его сочинения: «Hellas» (1825), «Anastasis der Waräger» (1841), «Necrolivonica» (1842; древности Ливонии, Эстляндии и Курляндии), «Chronicon nortmannorum, wariago-russorum nec non danorum, sveonum, norvegorum» (1851), «Bemerkungen über die Ostseegouvernements» (1859).